# Матвеев, Андрей Александрович
Андре́й Алекса́ндрович Матве́ев (12 июля 1954, Свердловск — 10 декабря 2019, Екатеринбург) — русский писатель и журналист. Автор десяти романов, в том числе двух от лица литературной маски «Катя Ткаченко». Член Союза писателей. Государственный секретарь «Российской империи». Жил в Екатеринбурге.

## Биография
В 1977 году окончил Уральский государственный университет (факультет журналистики). Работал редактором Средне-Уральского книжного издательства, ночным сторожем в Свердловском зоопарке, телевизионным продюсером, издавал журнал для мужчин.
В середине 1980-х был автором текстов для группы «Группа», в состав которой входили тогдашняя жена Матвеева Алина, а также — Антон Нифантьев, Игорь Злобин, Владимир Огоньков и Алексей Могилевский. «Группа» недолго просуществовала, но успела записать альбом, который так и не вышел в свет по причине отъезда звукорежиссёра с его подлинником.
В 1984 году у Матвеева в Свердловске временно поселился музыкант Юрий Шевчук, вынужденный уехать из Уфы из-за преследований КГБ.
Написал книгу о русском роке «Апокрифы молчаливых дней».
Дважды номинировался на премию «Русский Букер» (лонг-лист 1992 и 1994 года).
Скончался 10 декабря 2019 года. Похоронен на Широкореченском кладбище Екатеринбурга.

### Семья
- Дед — Константин Константинович Матвеев (1875—1954), российский и советский минералог, один из основателей Екатеринбургского горного института и Уральского геологического музея.
- Бабушка — Ксения Михайловна Матвеева (урождённая Лёвшина), первая заведующая кафедрой иностранных языков Свердловского горного института. Происходила из дворянского рода Левшиных.
- Отец — Александр Константинович Матвеев (1926—2010), советский и российский лингвист.
- Единокровная сестра — Анна Александровна Матвеева (р. 1972), российская писательница, журналистка, редактор.

В начале — середине 1980-х состоял в браке с Алиной Нифантьевой.